# Liste der Monuments historiques in Bures-sur-Yvette
Die Liste der Monuments historiques in Bures-sur-Yvette führt die Monuments historiques in der französischen Gemeinde Bures-sur-Yvette auf.

## Liste der Bauwerke
| Bezeichnung                                                               | Beschreibung          | Standort | Kennzeichnung | Schutzstatus | Datum | Bild           |
| ------------------------------------------------------------------------- | --------------------- | -------- | ------------- | ------------ | ----- | -------------- |
| Anneau de collisions d’Orsay des Institut des Hautes Études Scientifiques | Teilchenbeschleuniger | (Lage)   | PA91000007    | Inscrit      | 2002  | weitere Bilder |

## Liste der Objekte
- Monuments historiques (Objekte) in Bures-sur-Yvette der Base Palissy des französischen Kultusministeriums